# 時代啤酒

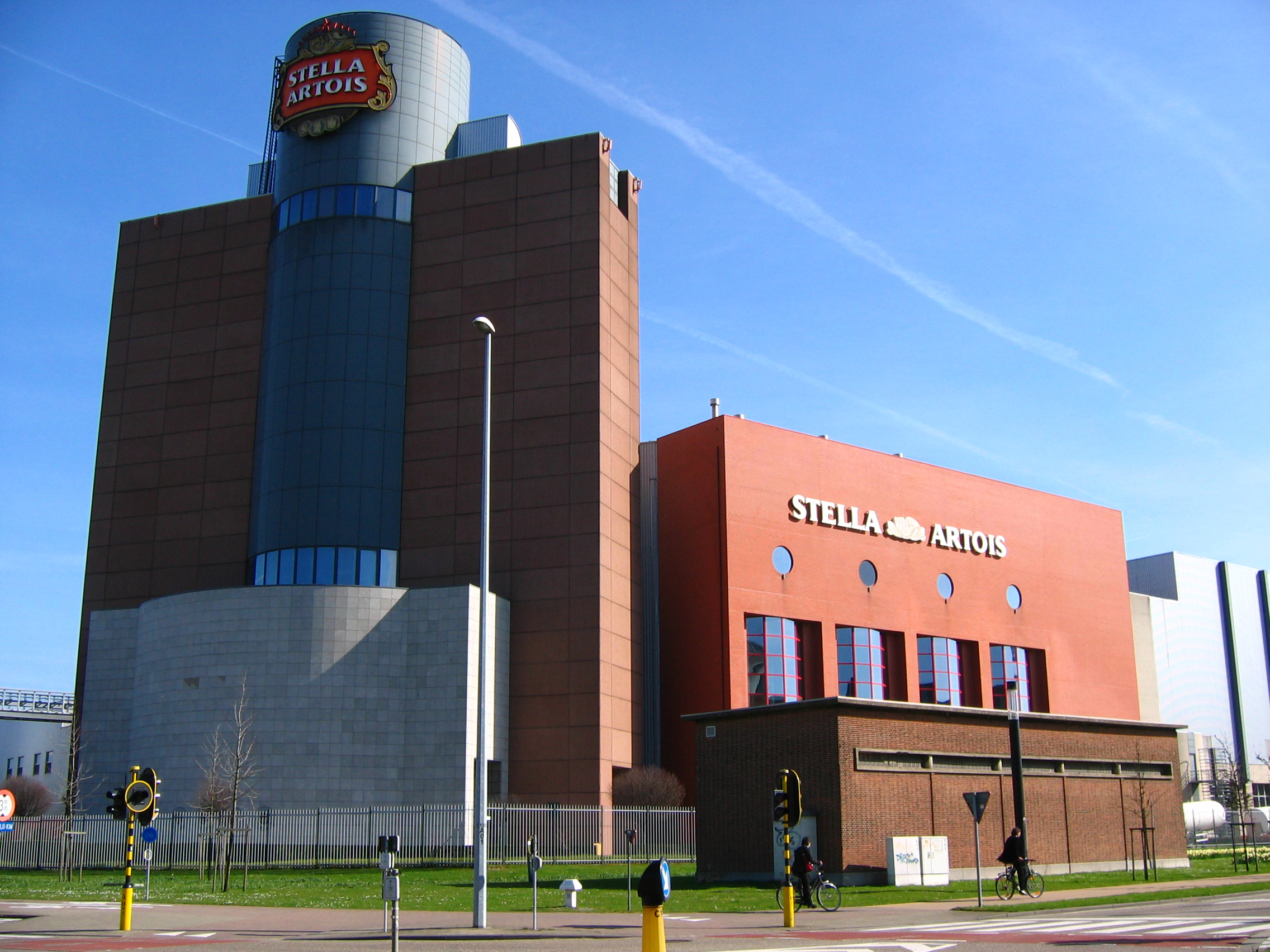
時代啤酒鲁汶總廠

時代啤酒（Stella Artois，ˈstɛlə ɑrˈtwɑː）是一個比利時啤酒品牌，隸屬於安海斯-布希英博集團，在比利時本土與英國、美國等市場都有非常高的知名度。